# Шварц, Константин Григорьевич
Константи́н Григо́рьевич Шварц (род. 1 февраля 1955, Горький) — советский и российский математик и физик, доктор физико-математических наук.

## Биография
Родился в Горьком, в семье офицера. Учился в Пермском государственном университете на механико-математическом факультете, который окончил в 1977 году с отличием. После окончания вуза работал инженером-математиком-программистом Вычислительного центра Пермского университета. Параллельно с работой обучался в аспирантуре Института механики сплошных сред УрО АН СССР.
В 1990 году успешно защитил диссертацию на соискание степени кандидата физико-математических наук на тему «Численное моделирование крупномасштабных вихревых процессов в тонком слое жидкости». С 1990 года — ассистент на кафедре прикладной математики и информатики ПГУ. С 1996 года — доцент. В 2000 году защитил докторскую диссертацию на тему «Адвективные течения во вращающемся слое жидкости или газа». В 2002 году был приглашён на работу профессором на факультет механики университета Ильменау в Германии, в 2004 году работал приглашённым профессором лаборатории механики университета науки и технологии в Лилле, Франция.

## Научные интересы
Среди научных интересов физика можно выделить следующие направления:
1. нелинейные проблемы геофизической гидродинамики
2. численное и математическое исследование адвективных течений во вращающихся средах
3. моделирование переноса примесей в атмосфере

## Избранные труды
Автор более 240 публикаций
1. Численные методы. Численное решение обыкновенных дифференциальных уравнений : Курс лекций / К. Г. Шварц; М-во общ. и проф. образования РФ. Перм. гос. ун-т. — Пермь : Ред.-изд. отд. Перм. ун-та, 1998. — 80 с.
2. Шварц К. Г. Адвективные течения во вращающемся слое жидкости или газа. — 2000.
3. Точное решение уравнений Навье—Стокса, описывающее неизотермическое крупномасштабное течение во вращающемся слое жидкости со свободной верхней границей //Итоги науки и техн. Сер. Соврем. мат. и её прил. Темат. обз., 132 (2017)
4. Внутренняя структура полифракционных дисперсных систем // Матем. моделирование, 18:2 (2006)
5. Аристов С. Н., Шварц К. Г. Вихревые течения адвективной природы во вращающемся слое жидкости. Перм. ун-т. — Пермь, 2006. — 154с.
6. Шварц К. Г. Численное моделирование атмосферных мезомасштабных процессов переноса примесей в окрестности города Кирова //Вычислительная механика сплошных сред. — 2010. — Т. 3. — №. 3. — С. 117—125 (в соавторстве с Шатровым А. В.).
7. Шварц К. Г. Численное моделирование мезомасштабных вихревых структур вблизи мощного горячего источника примеси в пограничном слое атмосферы //Вычислительная механика сплошных сред. — 2009. — Т. 2. — №. 1. — С. 96-106 (в соавторстве с Шкляевым В. А.)
8. Аристов С. Н., Шварц К. Г. Вихревые течения в тонких слоях жидкости. — Киров: ВятГУ, 2011. — 207с.
9. Шварц К. Г., Шкляев В. А. Математическое моделирование мезомасштабных и крупномасштабных процессов переноса примеси в бароклинной атмосфере / К. Г. Шварц, В. А. Шкляев; Перм.ун-т. — М.-Ижевск: Институт компьютерных исследований, 2015. — 156 с.
10. Shvarts K.G. Exact solution of the Navier-Stokes equation describing nonisothermal large-scale flows in a rotating layer of liquid with free upper surface // Journal of Mathematical Sciences, Vol. 230, No. 5, May, 2018, p. 813—817. https://doi.org/10.1007/s10958-018-3796-y